# Campeonato Asiático de Corta-Mato de 2001
A 6ª edição do Campeonato Asiático de Corta-Mato ocorreu em 2001 em Catmandu no Nepal. A categoria por equipes foi constituída de três atletas para cada nacionalidade o que contou pontos na classificação final.

## Medalhistas
Esses foram os resultados do campeonato. 
| Evento                      | Ouro                    | Prata                    | Bronze                                |
| --------------------------- | ----------------------- | ------------------------ | ------------------------------------- |
| Senior Masculino individual | Jafar Babakhani Irão    | Makoto Otsu · Japão      | Anuradha Indrajith Cooray · Sri Lanka |
| Senior Masculino por equipe | Sri Lanka               | Índia                    | Irão                                  |
| Junior Masculino individual | Tomohiro Uemura · Japão | Kazuya Masuyama · Japão  | Yuya Shiokawa · Japão                 |
| Junior Masculino por equipe | Japão                   | Índia                    | Irão                                  |
| Senior Feminino individual  | Yasuyo Iwamoto · Japão  | Hisae Yoshimatsu · Japão | Rika Nakamura · Japão                 |
| Senior feminino por equipe  | Japão                   | Índia                    | Sri Lanka                             |
| Junior Feminino individual  | Mika Okunaga · Japão    | Rina Fujioka · Japão     | Yasuko Owatari · Japão                |
| Junior Feminino por equipe  | Japão                   | Índia                    | Nepal                                 |

## Quadro de medalhas
| Ordem | País      | Ouro | Prata | Bronze |    |
| 1     | Japão     | 6    | 4     | 3      | 13 |
| 2     | Irão      | 1    | 0     | 2      | 3  |
| 3     | Sri Lanka | 1    | 0     | 2      | 3  |
| 4     | Índia     | 0    | 4     | 0      | 4  |
| 5     | Nepal     | 0    | 0     | 1      | 1  |
| Total | Total     | 8    | 8     | 8      | 24 |